# Списак стадиона УЕФА
УЕФА стадион са 5 или 4 звезде је највећа класификација за европске стадионе, што одређује УЕФА.
Стадиони морају испунити пуно инфраструктурних критеријума УЕФА да би стадион добио оцену од 5 звезда.
Само стадиони са 5 звезда смеју да организују финале Лиге шампиона, а за финале УЕФА лиге Европе стадион мора бити уврштен на списак стадиона са 4 звезде.

## Стадиони
Стадиони са      звезда:
 Аустрија
- Стадион Ернст Хапел у Бечу

 Енглеска
- Олд Трафорд у Манчестеру
- Вембли стадион у Лондону
- Енфилд у Ливерпулу

 Француска
- Стад де Франс у Паризу

 Немачка
- АОЛ арена у Хамбургу
- Олимпијски стадион у Берлину
- Олимпијски стадион у Минхену
- Сигнал Идуна парк у Дортмунду
- Велтинс арена у Гелзенкирхену

 Грчка
- Олимпијски стадион у Атини

 Италија
- Стадион Ђузепе Меаца у Милану
- Олимпијски стадион у Риму

 Холандија
- Амстердам Арена у Амстердаму
- Стадион Фејенорда у Ротердаму

 Португалија
- Стадион светла у Лисабону
- Стадион Драгао у Порту
- Стадион Хосе Алваладеа у Лисабону

 Румунија
- Национални стадион у Букурешту

 Русија
- Стадион Лужњики у Москви

 Шкотска
- Хемпден парк у Глазгову
- Стадион Ајброкс у Глазгову

 Шпанија
- Камп Ноу у Барселони
- Олимпијски стадион у Барселони
- Олимпијски стадион у Севиљи
- Стадион Висенте Калдерон у Мадриду
- Стадион Сантијаго Бернабеу у Мадриду

 Турска
- Олимпијски стадион Ататурк у Истанбулу
- Стадион Шикри Сарачоглу у Истанбулу

 Велс
- Стадион Миленијум у Кардифу

Стадиони са     звезде:
 Србија
- Маракана у Београдy

 Данска
- Стадион Парка у Копенхагену

 Енглеска
- Енфилд у Ливерпулу
- Градски стадион у Манчестеру
- Стадион Светог Марија у Саутхемптону
- Стадион Светла у Сандерланду
- Виља парк у Бирмингему

 Француска
- Парк принчева у Паризу
- Стадион Жерлан у Лиону

 Грчка
- Стадион Караискакис у Пиреју

 Румунија
- Клуж Арена

 Бугарска
- Стадион Васил Левски у Софија

 Холандија
- Стадион Филипса у Ајндховену
- Гелредом у Арнему

 Шведска
- Стадион Росунда у Стокхолму
- Стадион Улеви у Гетеборгу

 Швајцарска
- Свети Јакоб парк у Базелу
- Стад де Свис у Берну